# Червоний Рай
Червоний Рай (крим. Qızıl Cennet; також Грушевий рай, крим. Armut Cennet; до 1940-х — Садівник; до 1920-х — Рай; Маєток Сарібана) — колишнє село в Криму, зараз південна околиця села Корбекуль (Ізобільне) Ялтинського району Автономної Республіки Крим, Україна.

## Історія
Перша згадка зустрічається у праці Шарля Монтандона «Путівник мандрівника Кримом…» 1833 року, в якому сказано, що «Пан Райський володіє молодим виноградником у 15 000 лоз».
Називалося землеволодіння «сад Рай» за прізвищем господаря, Надвірного Радника і Кавалера, Миколи Григоровича Райського.
Час придбання маєтку Давидом Єфраїмовичем Сарібаном поки не встановлений, вважається, що це сталося наприкінці ХІХ століття. Караїмське прізвище Сарібан досить поширене, вважається, що цей рід походить із Чуфут-Кале.
Як дача Мойсея і Соломона Давидовичів Сарібан, без мешканців, з одним двором та ділянкою площею 19,33 десятини при місті Алушта в Алуштинській волості Ялтинського повіту, маєток записаний у «Статистичному довіднику Таврійської губернії. Ч.ІІ-я. Статистичний нарис, випуск восьмий Ялтинський повіт, 1915 рік».
Після окупації Криму більшовиками Мойсей Давидович Сарібан нібито «добровільно» передав маєток у власність держави, залишившись керуючим. На базі маєтку було утворено артіль «Садівник». Головний будинок маєтку з 1920-х років використовується як комунальне житло.
У 1940-х роках артіль перетворили на радгосп «Червоний Рай».

У 1992 році проросійська влада півострова знесла всі самозабудови кримських татар в селі, які поверталися з депортації і мали право на землю, як і всі громадяни України. Свавілля влади спровокувало багатотисячний мітинг кримських татар під стінами Верховної Ради Криму.
Рішенням сесії Алуштинської міської ради від 11 листопада 2011 року № 7/463 власники маєтку «Рай» Сарібан Давид Єфраїмович та його син Мойсей Давидович Сарібан відзначені почесним званням «Видатний алуштинець».
Наприкінці липня 2012 року дорожні знаки «Початок населеного пункту» та «Кінець населеного пункту» з написом «Червоний Рай» з обох боків села були демонтовані, замість них на ближньому до Алушти кордоні Червоного Раю було встановлено пару знаків («Початок…» та «Кінець…») з написом «Ізобільне» — колишнє село увійшло до складу Ізобільного.
Хоча село Червоний Рай офіційно не існує, до 2021 року дорожній знак місцеві жителі або дорожні служби все одно відновили.